# Лонгконг
Лонгконг, лангсам, дуку (Lansium parasiticum) (syn. Lansium domesticum) — вид фруктових дерев з родини малієвих. Розповсюджений у Південно-східній Азії. Національна квітка Індонезійської провінції Південна Суматра.

## Назва
У Таїланді фрукти з товстою шкіркою називають «лонгконг», тоді як з тонкою «лангсам». У Малайзії та Бірмі зустрічається назва «дуку».

## Будова
Дерево середнього розміру, досягає 30 метрів висоти і 75 сантиметрів у діаметрі. Кора сірого кольору зі світлими та темними плямами. Густий сік має біле забарвлення. Листки — перисто з'єднані. Кожен має по 6-9 листочків на одному довгому черешку. Квітки зібрані у великі суцвіття, що звисають прямо з стовбура чи великих гілок. Квітки маленькі, двостатеві. Плоди круглі, розміром з велику виноградину. Шкірка плодів шорстка. У плоді містяться до 3-ох гіркуватих насінин, що покриті напівпрозорою білуватою їстівною м'якоттю.

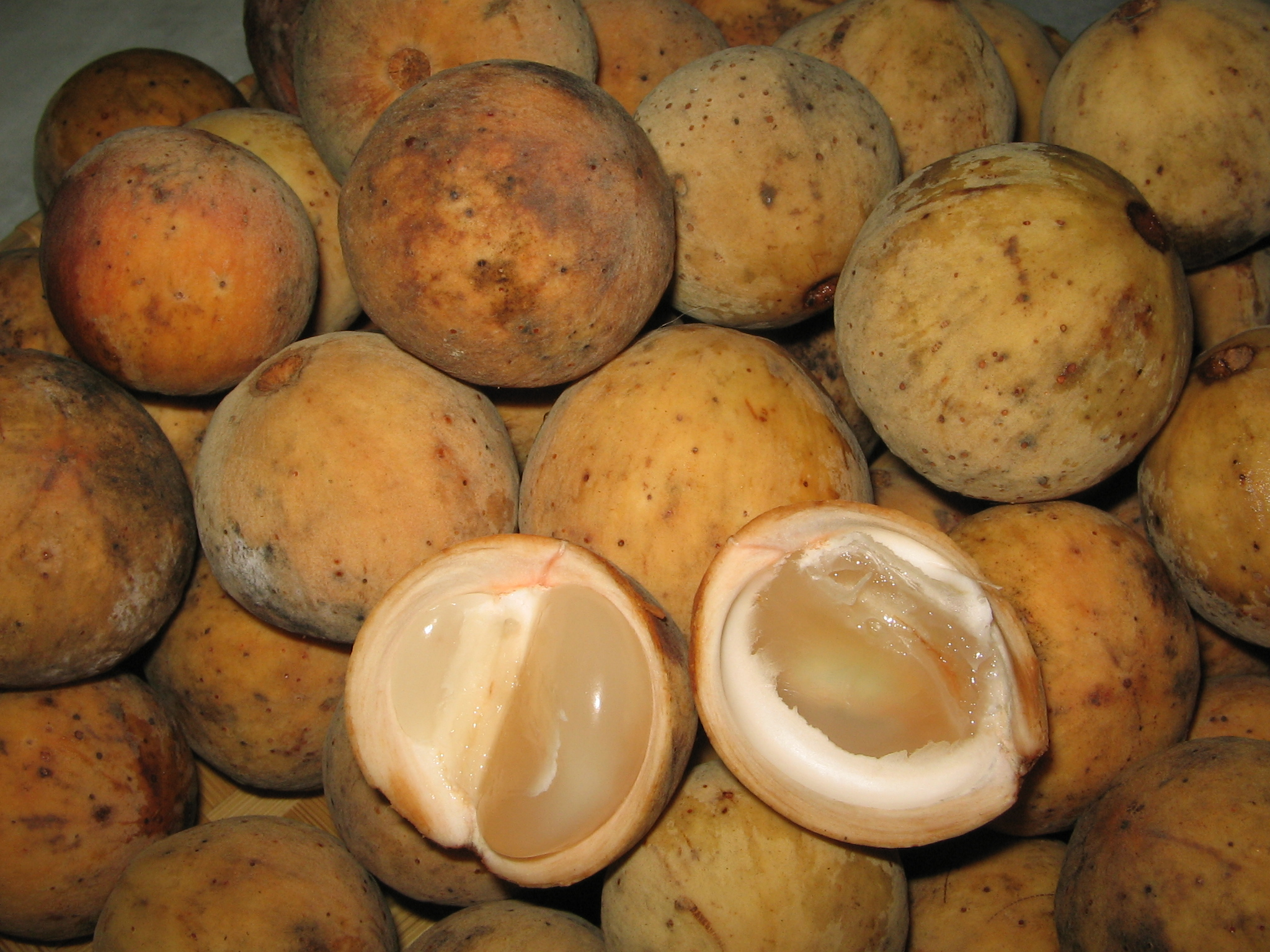
Плоди лонгконгу

## Поширення та середовище існування
Лонгконг росте у диких умовах у лісах Суматри. Як фруктове дерево вирощують по всій Південно-східній Азії, Південній Індії та Філіппінах.

## Використання
В їжу вживають м'якоть плодів лонгконгу. На смак вона нагадує суміш винограду та лимону, по консистенції — плоди лічі, що належить до спільного з Lansium parasiticum порядку — Сапіндоцвіті (Sapindales)